# Conférence de gestion
En procédure civile québécoise, la conférence de gestion est une conférence dirigée par un juge où celui-ci établit certaines règles que les parties devront respecter tout au long du procès. Il se tient dans les 30 jours suivant la convocation.
L'art. 154 du Code de procédure civile du Québec précise que :  «Lors de la conférence de gestion qu'il convoque, d'office ou sur demande, le tribunal procède à un premier examen des questions de fait ou de droit en litige, examine le protocole de l'instance, en discute avec les parties et prend les mesures de gestion appropriées. Il peut, s'il l'estime utile, requérir des engagements des parties quant à la poursuite de l'instance ou assujettir celle-ci à certaines conditions.
Il peut aussi, si une partie est absente sans motif valable, entendre la partie présente si elle est prête à procéder sur les mesures de gestion. Dans les cas où un complément au protocole a été convenu, le tribunal peut aussi fixer la date d'une autre conférence de gestion».
L'art. 154 C.p.c.affirme que : «À l'occasion de la conférence de gestion, le tribunal peut décider d'entendre, en audience, la présentation et la contestation des moyens préliminaires ou d'entendre le défendeur sur les motifs de sa contestation, lesquels sont consignés au procès-verbal de l'audience ou dans un exposé sommaire. Il peut procéder immédiatement à l'instruction dans le cas où la défense est orale et que les parties sont prêtes ou plutôt reporter l'audience à une autre date qu'il fixe ou encore laisser le soin au greffier de procéder à l'inscription de l'affaire en vue de l'instruction.
La présentation et la contestation des moyens préliminaires se font oralement, mais le tribunal peut autoriser les parties à apporter la preuve appropriée».